# Фиона Греъм
Фиона Каролин Греъм (на английски: Fiona Caroline Graham) е австралийска антроположка, работеща като гейша в Япония. Тя дебютира в Токио, Асакуса през 2007 г. под псевдонима Саюки (Sayuki; 紗幸). От началото на 2021 година, започва работа в известния гейша-квартал „Фукугауа“, Токио.

## Биография
Фиона Греъм е родена в Мелбърн, Австралия. За пръв път стъпва на японска земя когато е едва на 15 години, като чуждестранен студент по програма. Там учи в японска гимназия и живее в приемно семейство.

### Академични постижения
Греъм придобива своите първи степени по психология и педагогика в Университета „Кейо“ в Токио. Завършва магистърската си степен през 1992 г. и докторантура по социална антропология през 2001 г. под опеката на университета в Оксфорд. Акцентът на своето обучение поставя в областта на японската корпоративна култура. Също така преподава „изучаване на гейши и гейша културата“ в Университета „Кейо“ и Университета „Уаседа“.
Фиона Греъм има публикувани три тома относно науката антропология.
Вътре в Японската Компания (2003) (Inside the Japanese Company) и Японска компания в Криза (A Japanese Company in Crisis)(2005) са относно японска застрахователна компания (с измисленото име „Си-Лайф/C-life“). Греъм се присъединява към екипа след дипломирането си, първо като изследовател, а по-късно и като режисьор на документални филми. Главната цел на тези книги е да изясни „неравномерното разпределение на ангажираността на хората, спрямо корпоративната идеология“. Книгите получават приемлива и положителна рецензия, но критика получават във връзка, че „не са разгледани в детайл властовите отношения в корпорацията и по-широките въпроси“. Критикът, занимавал се с рецензията обяснява, че има известни притеснения, тъй като някои от интервюираните участници изказват „некомпетентни“ мнения, както и огромното количеството информация, което книгите съдържат, но въпреки това ги намира за полезни.

### Гейша
Първоначално Греъм навлиза в гейша средите като режисира документален проект под името на National Geographic Channel; след като завършва обучението си обаче, получава официално позволение да работи за постоянно като гейша и през декември, 2007 година, официално дебютира под името „Саюки“.
Дебютът си прави в гейша квартал Асакуса, Токио, като обучението и преди това е било в рамките на една година, в това число и обучение по чайна церемония, уроци по танци и триструнният японски музикален инструмент – „шимасен“. Греъм специализира „йокобуе“, което представлява японска флейта, с която се свири настрани, като още от преди пристигането си в Япония, тя е свирила на флейта редица години.
След като работи четири години като гейша в Асакуса, Греъм кандидатства за разрешение да поеме „окия“, което представлява квартира/заведение, където гейшите практикуват изкуството си. Тя кандидатства за поемане на тази длъжност, тъй като нейната гейша майка (гейша менторка) се пенсионира поради здравословни проблеми, но тъй като Греъм е чужденка, нейният иск бива категорично отказан.
През 2011 година, Греъм напуска гейша асоциацията в Асакуса. Въпреки това, тя продължава да практикува тази професия и отваря собствен магазин за кимона, отново, в Асакуса. През 2013 г., управлява самостоятелно окия, заедно с още четири млади гейши-чираци в Янака, Токио. През 2021 година, се сдобива със свидетелство за постоянно пребиваване в Япония и започва да управлява окия, заедно с още трима чираци, в старинния гейша квартал Фукугауа, Токио.
В международен план, Греъм пътува през 2013 година, за да вземе участие във фестивала „Hyper Japan“, където да демонстрира традиционното гейша изкуство. През същата година, пътува и за Дубай, а през 2015 година, пътува за Бразилия.